# Visconde do Calhariz de Benfica
Visconde do Calhariz de Benfica é um título nobiliárquico criado por D. Luís I de Portugal, por Decreto de 7 e Carta de 13 de Janeiro de 1869, em favor de Luís Augusto Martins, depois 1.º Conde do Calhariz de Benfica.
Titulares
1. Luís Augusto Martins, 1.º Visconde e 1.º Conde do Calhariz de Benfica.